# Elibelinde
Elibelinde (türkisch für „die Hände an den Hüften“) bezeichnet ein verbreitetes Motiv auf türkischen Flachgeweben und Knüpfteppichen, das in unterschiedlichen Ausprägungen an eine weibliche Gestalt erinnert. Die Arme der Figur werden durch zwei nach innen weisende Haken dargestellt, der Leib der Frau im Allgemeinen durch ein Dreieck oder eine Raute, ihr Kopf meist durch eine auf die Spitze gestellte Raute. 

## Kunsthistorische Deutungsansätze
Der Kunsthistoriker Walter B. Denny versteht das Elibelinde-Muster als stilisierte Nelkenblüte, deren Entwicklung er im Detail und in ununterbrochener Linie von osmanischen Hofteppichen des 16. Jahrhunderts ableitet. Brüggemann und Boehmer verstehen das Motiv aufgrund ihrer Muster-Strukturanalysen als „oberen bzw. unteren senkrechten Kreuzarm der anatolischen Form des Yün-chien“, des chinesischen „Wolkenkragen“-Motivs.

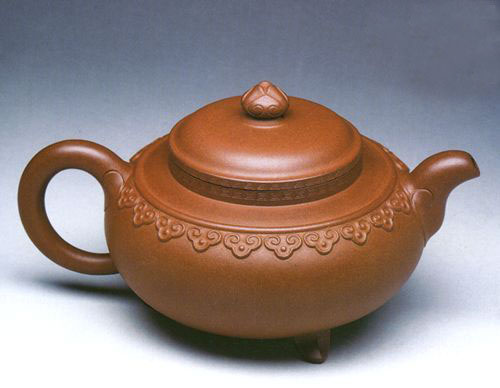
Chinesische Teekanne mit Wokenkragen-Motiv

## Falsche Deutung als Fruchtbarkeitssymbol
1967 behauptete der britische Archäologe James Mellaart, die ältesten Darstellungen von Flachgeweben auf Wandmalereien in den Ausgrabungen von Çatalhöyük entdeckt zu haben.
Mellaart arbeite an Ausgrabungen der neolithischen Siedlung von Çatalhöyük, die auf circa 7000 v. Chr. datiert werden. Er veröffentlichte Zeichnungen, von denen er behauptete, er habe sie von Wandmalereien kopiert, die allerdings direkt nach ihrer Freilegung verblassten und nicht mehr nachweisbar sind. Die Zeichnungen Mellaarts weisen Ähnlichkeit mit dem Elibelinde-Motiv türkischer Flachgewebe des 19. Jahrhunderts auf, das an eine weibliche Figur erinnert. Er deutete das Motiv, als Hinweis auf den Kult einer „Muttergöttin“ in Çatalhöyük, die er im Elibelinde-Motiv dargestellt sah. Das Elibelinde-Motiv sei Abbild der Muttergöttin selbst. Mellaarts Behauptungen wurden von anderen Archäologen und sachverständigen Webern widerlegt.
Obwohl die Deutung des Elibelinde-Motivs als Muttergöttin einer wissenschaftlichen Fälschung entsprungen ist, ist der als fiktiv erkannte Kult weiter Gegenstand der populären Literatur.